# Saint-Marc-Jaumegarde
Saint-Marc-Jaumegarde ist eine französische Gemeinde mit 1270 Einwohnern (Stand 1. Januar 2022) im Département Bouches-du-Rhône in der Region Provence-Alpes-Côte d’Azur.

## Geografie
Saint-Marc-Jaumegarde liegt fünf Kilometer nordöstlich von Aix-en-Provence am Fluss Cause, der hier zum See Lac du Bimont aufgestaut ist. Nachbarorte sind Le Tholonet und Vauvenargues.

## Geschichte
Bereits in der Jungsteinzeit war das Gebiet bewohnt, wie Funde in Höhlen und alte Dolmen belegen. 
Im 11. Jahrhundert wurde das Dorf erstmals urkundlich erwähnt. 1191 ging die Kirche an die Erzdiözese von Aix-en-Provence über. In der Folgezeit war das Dorf Besitz verschiedener Herren. Am 4. Februar 1790 wurde es eine Gemeinde des Départements Bouches-du-Rhône. 1953 wurde in Saint-Marc-Jaumegarde die Bimont-Staumauer fertiggestellt.

## Wappen
Wappenbeschreibung: In Blau ein auf silbernem Schildfuß nach links gewendeter sitzender geflügelter goldener Löwe.

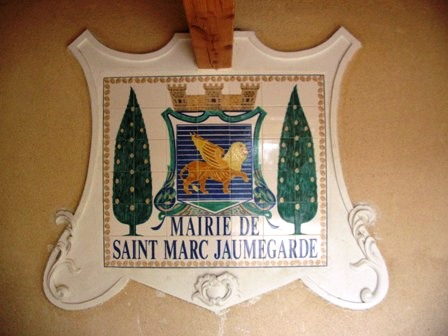
Wappen am Rathaus, laufender Löwe

## Sehenswürdigkeiten
- Romanische Kirche

## Demografie

### Bevölkerungsentwicklung
| Jahr      | 1962 | 1968 | 1975 | 1982 | 1990 | 1999 | 2008 | 2016 |
| Einwohner | 207  | 356  | 539  | 517  | 884  | 1078 | 1101 | 1226 |

### Altersstruktur
27 % der Bevölkerung sind 19 Jahre alt oder jünger. 3 % der Bevölkerung sind 75 Jahre alt oder älter.